# Роланд Варга
Роланд Варга (угор. Varga Roland, нар. 23 січня 1990, Будапешт) — угорський футболіст, нападник румунського клубу «Сепсі ОСК» та національної збірної Угорщини.

## Клубна кар'єра
Народився 23 січня 1990 року в місті Будапешт. Вихованець юнацьких команд футбольних клубів Голдбол'94 та МТК (Будапешт), а 2008 року вирушив до Італії у клуб «Брешія»
, де наступного року і дебютував на дорослому рівні. Втім у команді не закріпився і з початку 2010 року на правах оренди грав спочатку на батьківщині за «Уйпешт», а потім італійську «Фоджу».
На початку 2012 року Варга повернувся на батьківщину і три сезони захищав кольори «Дьйора». Більшість часу, проведеного у складі команди, був основним гравцем атакувальної ланки команди. У сезоні 2012/13 він виграв чемпіонат Угорщини, а влітку 2013 року — Суперкубок Угорщини.
15 січня 2015 року перейшов у «Ференцварош», з яким у першому ж сезоні виграв Кубок Угорщини, Суперкубок країни та Кубок ліги, а 2016 року виграв з командою «золотий дубль». 

## Виступи за збірні
2008 року дебютував у складі юнацької збірної Угорщини, взяв участь у 3 іграх на юнацькому рівні.
Протягом 2009—2012 років залучався до складу молодіжної збірної Угорщини, разом з якою став бронзовим призером чемпіонату світу 2009 року, що проходив у Єгипті. На турнірі Роланд провів чотири гри, а в матчі за 3-тє місце Варга забив вирішальний післяматчевий пенальті у ворота Коста-Рики і приніс медалі своїй команді.  На молодіжному рівні зіграв у 9 офіційних матчах.
22 травня 2014 року дебютував в офіційних матчах у складі національної збірної Угорщини в товариському матчі з Данією (2:2). Вийшовши у тій грі по перерві, на 69-й хвилині Варга забив свій перший гол у складі збірної.

## Статистика виступів

### Статистика клубних виступів
| Сезон                   | Команда                 | Чемпіонат               | Чемпіонат | Чемпіонат | Coppa nazionale | Coppa nazionale | Coppa nazionale | Континентальні кубки | Континентальні кубки | Континентальні кубки | Інші змагання | Інші змагання | Інші змагання | Усього | Усього |
| Сезон                   | Команда                 | Ліга                    | Ігор      | Голів     | Ліга            | Ігор            | Голів           | Ліга                 | Ігор                 | Голів                | Ліга          | Ігор          | Голів         | Ігор   | Голів  |
| ----------------------- | ----------------------- | ----------------------- | --------- | --------- | --------------- | --------------- | --------------- | -------------------- | -------------------- | -------------------- | ------------- | ------------- | ------------- | ------ | ------ |
| 2009–10                 | «Брешія»                | B                       | 2         | 0         | КІ              | 1               | 0               | -                    | -                    | -                    | -             | -             | -             | 3      | 0      |
| 2009–10                 | «Уйпешт»                | НБІ                     | 12        | 1         | КУ+КЛ           | 1+4             | 0+1             | -                    | -                    | -                    | -             | -             | -             | 17     | 2      |
| 2010–11                 | «Фоджа»                 | 1D                      | 20        | 2         | CI-LP           | 3               | 0               | -                    | -                    | -                    | -             | -             | -             | 23     | 2      |
| 2011–12                 | «Брешія»                | B                       | 0         | 0         | КІ              | 0               | 0               | -                    | -                    | -                    | -             | -             | -             | 0      | 0      |
| Усього за «Брешію»      | Усього за «Брешію»      | Усього за «Брешію»      | 2         | 0         |                 | 1               | 0               |                      | -                    | -                    |               | -             | -             | 3      | 0      |
| 2011–12                 | «Дьйор ІІ»              | NBII                    | 2         | 0         | КУ              | 0               | 0               | -                    | -                    | -                    |               |               |               | 2      | 0      |
| 2011–12                 | «Дьйор»                 | НБІ                     | 9         | 3         | КУ+MKL          | 1+0             | 0               | -                    | -                    | -                    | -             | -             | -             | 10     | 3      |
| 2012–13                 | «Дьйор»                 | НБІ                     | 27        | 12        | КУ+КЛ           | 4+2             | 0               | -                    | -                    | -                    | -             | -             | -             | 33     | 12     |
| 2013–14                 | «Дьйор»                 | НБІ                     | 28        | 4         | КУ+КЛ           | 4+5             | 1+3             | ЛЧ                   | 2                    | 0                    | СУ            | 1             | 0             | 40     | 8      |
| 2014–15                 | «Дьйор»                 | NB1                     | 11        | 1         | КУ+КЛ           | 3+4             | 1               | ЛЄ                   | 2                    | 0                    | -             | -             | -             | 20     | 2      |
| Усього за «Дьйор»       | Усього за «Дьйор»       | Усього за «Дьйор»       | 75        | 20        |                 | 23              | 5               |                      | 4                    | 0                    |               | 1             | 0             | 103    | 25     |
| 2014–15                 | «Ференцварош»           | НБІ                     | 13        | 3         | КУ+КЛ           | 0               | 0               | ЛЄ                   | -                    | -                    | -             | -             | -             | 13     | 3      |
| 2015–16                 | «Ференцварош»           | НБІ                     | 30        | 7         | КУ              | 6               | 2               | ЛЄ                   | 4                    | 0                    | СУ            | 1             | 1             | 40     | 10     |
| 2016–17                 | «Ференцварош»           | НБІ                     | 11        | 1         | КУ              | 3               | 0               | ЛЧ                   | 1                    | 0                    | -             | -             | -             | 15     | 1      |
| Усього за «Ференцварош» | Усього за «Ференцварош» | Усього за «Ференцварош» | 54        | 11        |                 | 9               | 2               |                      | 5                    | 0                    |               | 1             | 1             | 69     | 14     |
| Усього за кар'єру       | Усього за кар'єру       | Усього за кар'єру       | 165       | 34        |                 | 41              | 8               |                      | 9                    | 0                    |               | 2             | 1             | 217    | 43     |

## Титули і досягнення
- Чемпіон Угорщини (4):

«Дьйор»: 2012–13
«Ференцварош»:  2015–16, 2018–19, 2019–20
- Володар Кубка Угорщини (4):

«Ференцварош»: 2014–15, 2015–16, 2016–17
«Пакш»: 2024–25
- Володар Кубка угорської ліги (1):

«Ференцварош»: 2014–15
- Володар Суперкубка Угорщини (2):

«Дьйор»: 2013
«Ференцварош»: 2015
- Володар Суперкубка Румунії (2):

«Сепсі»: 2022, 2023
- Володар Кубка Румунії (1):

«Сепсі»: 2022–23